# UTC+05:40
UTC+05:40 és una zona horària d'UTC amb 5 hores i 40 minuts de retard de l'UTC. Va ser utilitzat pel Nepal, fins a l'any 1986, quan va ser substituït per UTC+05:45. A febrer del 2021 no hi ha cap lloc al món on es faci servir.